# Томас Хой
Томас Хой (англ. Thomas Hoy, біля 1750 - 1 травня 1822) — англійський ботанік і селекціонер. Протягом 40 років обіймав посаду садівника у герцога Нортумберлендського.
В 1788 році був обраний членом Лондонського Ліннеївського товариства. Представив опис багатьох видів квіткових рослин, деякі з яких були описані вперше, в тому числі — австралійських рослин Acacia suaveolens, Acacia myrtifolia (Акація миртолистна) і Goodenia ovata.
На честь Хоя названо кеімнатну рослину хойя.